# مقبس إي أم 2
مقبس إي أم 2 (بالإنجليزية: Socket AM2) وهو مقبس صممته شركة إي أم دي الذي أعيد تسميته من مقبس أم 2 لكي لا يستخدم نفس الاسم مثل وحدة المعالجة من شركة سيريكس أم II. وتم إطلاقه في 23 مايو 2006 ليُستخدم مكان مقبس 939 ومقبس 754. وإن الوحدات المعالجة التي تستخدم هذا المقبس لا تعمل على مقبس 939 ولا على مقبس 940 والعكس صحيح. ويدعم هذا المقبس نظام ذاكرة دي دي آر 2 فقط.